# Římskokatolická farnost Pačlavice
Římskokatolická farnost Pačlavice je územní společenství římských katolíků s farním kostelem Narození svatého Martina v děkanátu Kroměříž.

## Historie farnosti
Ves, doložená poprvé k roku 1131 (Pacezlauicih, „v Pačeslavicích“), byla 26. února 1538 povýšena králem Ferdinandem I. na žádost Viléma Prusinovského z Víckova na městečko. 
V roce 1841 věnovala hraběnka Ernestina z Arenbergu panství Pačlavice Kongregaci Milosrdných sester svatého Vincence de Paul.

## Duchovní správci
Současným administrátorem je od listopadu 2014 R. D. Mgr. Jan Ston.

## Bohoslužby
| Kostel                   | Místo     | Bohoslužba (den) | Hodina                        | Poznámka     |
| ------------------------ | --------- | ---------------- | ----------------------------- | ------------ |
| Narození svatého Martina | Pačlavice | neděle čtvrtek   | 8.30 (zima)/9.15 (léto) 17.00 | farní kostel |

## Aktivity ve farnosti
Ve farnosti se pravidelně koná tříkrálová sbírka.